# Evergreen (Louisiane)
Pour les articles homonymes, voir Evergreen.
Evergreen est une ville de la paroisse des Avoyelles, dans l'État de Louisiane, aux États-Unis,. En 2020, elle compte une population de 215 habitants.

## Démographie
Lors du recensement de 2010, la ville comptait une population de 310 habitants, tandis qu'en 2020, elle s'élève à 215 habitants.